# Borys Budka
Borys Piotr Budka (ur. 11 marca 1978 w Czeladzi) – polski prawnik, nauczyciel akademicki, samorządowiec i polityk, radca prawny, doktor nauk ekonomicznych.
Poseł na Sejm VII, VIII, IX i X kadencji (2011–2024), minister sprawiedliwości w rządzie Ewy Kopacz (2015), wiceprzewodniczący Platformy Obywatelskiej (2016–2020, od 2021), przewodniczący Klubu Parlamentarnego Koalicji Obywatelskiej (2019–2020, 2021–2023), przewodniczący Platformy Obywatelskiej (2020–2021), minister aktywów państwowych w trzecim rządzie Donalda Tuska (2023–2024), poseł do Parlamentu Europejskiego X kadencji (od 2024).

## Życiorys

### Wykształcenie i działalność zawodowa
W 2002 ukończył studia na Wydziale Prawa i Administracji Uniwersytetu Śląskiego. Odbył aplikację radcowską, w 2007 rozpoczął praktykę zawodową jako radca prawny. W 2011 na Uniwersytecie Ekonomicznym w Katowicach na podstawie rozprawy Kwalifikacje pracownicze w stosunku pracy uzyskał stopień doktora nauk ekonomicznych w zakresie ekonomii ze specjalnością w polityce zatrudnienia. Podjął pracę jako nauczyciel akademicki w Katedrze Prawa na Wydziale Finansów i Ubezpieczeń Akademii Ekonomicznej, po przekształceniach i zmianie nazw − w Katedrze Prawa i Ubezpieczeń Uniwersytetu Ekonomicznego w Katowicach.

### Działalność polityczna
W latach 90. był członkiem Unii Wolności. W wyborach samorządowych w 1998 bezskutecznie kandydował z jej listy do rady miasta Zabrza. Potem należał do Stronnictwa Konserwatywno-Ludowego, następnie przystąpił do Platformy Obywatelskiej. W 2002 z jej ramienia, w 2006 jako kandydat lokalnego komitetu i w 2010 ponownie z listy PO uzyskiwał mandat radnego Zabrza. Od 2002 do 2005 był wiceprzewodniczącym rady miasta, następnie przez rok pełnił funkcję jej przewodniczącego.
W wyborach parlamentarnych w 2011 uzyskał mandat poselski jako kandydat z listy PO, otrzymując 10 260 głosów w okręgu gliwickim. W 2014 kandydował na prezydenta Gliwic, zajmując 3. miejsce spośród 6 kandydatów, uzyskując 6192 głosy.
30 kwietnia 2015 premier Ewa Kopacz ogłosiła jego kandydaturę na stanowisko ministra sprawiedliwości w swoim rządzie. Stanowisko to objął 4 maja 2015.
W wyborach w tym samym roku z powodzeniem ubiegał się o poselską reelekcję (dostał 37 761 głosów). 16 listopada 2015 zakończył pełnienie funkcji ministra. W Sejmie VIII kadencji został członkiem Komisji Sprawiedliwości i Praw Człowieka oraz Komisji Ustawodawczej, a ponadto został zastępcą przewodniczącego Komisji Nadzwyczajnej do spraw zmian w kodyfikacjach. Został również powołany przez Sejm w skład Krajowej Rady Sądownictwa (wcześniej w 2015 zasiadał w KRS z urzędu jako minister sprawiedliwości). 26 lutego 2016 wybrany na wiceprzewodniczącego PO. W listopadzie został powołany na funkcję ministra spraw wewnętrznych i administracji w gabinecie cieni utworzonym przez Platformę Obywatelską.
W wyborach w 2019 z powodzeniem ubiegał się o poselską reelekcję z ramienia Koalicji Obywatelskiej, otrzymując w okręgu katowickim 99 550 głosów. 12 listopada 2019 został przewodniczącym Klubu Parlamentarnego Koalicji Obywatelskiej, którym kierował do 25 września 2020.
3 stycznia 2020 ogłosił swój start w wyborach na przewodniczącego Platformy Obywatelskiej. 25 stycznia 2020 został wybrany na przewodniczącego Platformy Obywatelskiej, pokonując w wyborach bezpośrednich w I turze Tomasza Siemoniaka, Bogdana Zdrojewskiego i Bartłomieja Sienkiewicza. Funkcję przewodniczącego oficjalnie objął 29 stycznia 2020, gdy ogłoszono oficjalne wyniki wyborów. Zastąpił tym samym dotychczasowego lidera partii Grzegorza Schetynę. 3 lipca 2021 podczas Rady Krajowej Platformy Obywatelskiej ogłosił swoją rezygnację z funkcji przewodniczącego partii, umożliwiając objęcie funkcji p.o. przewodniczącego przez Donalda Tuska. W tym samym dniu został wybrany na wiceprzewodniczącego partii, zaś 22 lipca 2021 ponownie objął funkcję przewodniczącego KP KO, zastępując Cezarego Tomczyka.
W 2023 został wybrany na posła X kadencji z wynikiem 101 258 głosów. 12 grudnia 2023 Sejm X kadencji wybrał go na urząd ministra aktywów państwowych w trzecim rządzie Donalda Tuska. Następnego dnia został przez prezydenta RP Andrzeja Dudę powołany na to stanowisko. Funkcję przewodniczącego KP KO sprawował do 19 grudnia 2023, kiedy to zastąpił go Zbigniew Konwiński. W styczniu 2024 został powołany przez prezydenta w skład Rady Dialogu Społecznego.
Przed wyborami do Parlamentu Europejskiego w 2024 otrzymał pierwsze miejsce na liście KO w okręgu śląskim, w związku z czym złożył rezygnację z pełnienia funkcji rządowej. Ze stanowiska ministra został odwołany 13 maja 2024. W wyniku głosowania z czerwca 2024 uzyskał mandat europosła X kadencji, zdobywając 334 842 głosy. W Parlamencie Europejskim został przewodniczącym Komisji Przemysłu, Badań Naukowych i Energii.

## Wyniki wyborcze
| Wybory | Komitet wyborczy                | Komitet wyborczy      | Organ              | Okręg            | Wynik           |
| ------ | ------------------------------- | --------------------- | ------------------ | ---------------- | --------------- |
| 1998   |                                 | Unia Wolności         | Rada Miasta Zabrze | nr 4             | 160 (2,79%)     |
| 2002   |                                 | Platforma Obywatelska | Rada Miasta Zabrze | nr 2             | 476 (4,51%)     |
| 2006   |                                 | Razem dla Zabrza      | Rada Miasta Zabrze | nr 2             | 550 (5,23%)     |
| 2010   |                                 | Platforma Obywatelska | Rada Miasta Zabrze | nr 2             | 1174 (9,61%)    |
| 2011   | Sejm VII kadencji               | Platforma Obywatelska | nr 29              | 10 260 (3,65%)   |                 |
| 2014   | Prezydent Miasta Gliwice        | Platforma Obywatelska | –                  | 6192 (11,50%)    |                 |
| 2015   | Sejm VIII kadencji              | Platforma Obywatelska | nr 29              | 37 761 (12,86%)  |                 |
| 2019   |                                 | Koalicja Obywatelska  | Sejm IX kadencji   | nr 31            | 99 950 (21,20%) |
| 2023   | Sejm X kadencji                 | Koalicja Obywatelska  | 101 258 (19,24%)   | nr 31            |                 |
| 2024   | Parlament Europejski X kadencji | Koalicja Obywatelska  | nr 11              | 334 842 (25,14%) |                 |

## Życie prywatne
Jest synem Józefa (działacza PSL, wcześniej UP, Samoobrony RP i PZPR) i Marii (wykonującej zawód notariusza).
Żonaty z Katarzyną Kuczyńską-Budką, z którą ma córkę Lenę. Jest biegaczem długodystansowym, startuje w biegach ulicznych. Rekord życiowy w maratonie (2 godziny 39 minut 3 sekundy) osiągnął w 2009 w pierwszej edycji Silesia Marathon. Zamieszkał w Gliwicach.